# Pier de Boerbrug
Pier de Boerbrug (Brug 2359) is een vaste brug in Amsterdam-Oost.
Deze houten voetgangersbrug werd aangelegd in 2007 over de Ringvaart van de Watergraafsmeer. De brug zorgt voor verbinding tussen het oude Amsterdam-Oost en het grondgebied van de voormalige gemeente Watergraafsmeer. Ten tijde dat de brug gebouwd werd was er van een dergelijke gemeente al jaren geen sprake meer, het werd in 1921 geannexeerd door Amsterdam. De brug zorgt ervoor dat voetgangers vanuit de Watergraafsmeer het toen net opgeleverde stadsdeelkantoor Oost konden bereiken vanaf de Linnaeusparkweg/Linnaeuskade. De alternatieve route tussen beide stadsdelen voerde over de Oetewalerbrug, een zeer drukke verkeersbrug. Bovendien moesten voetgangers dan eerst de wijk in voordat ze het aan het water staande stadsdeelkantoor konden bereiken, via de houten brug 2359 staat men direct bij de voordeur. In 2018 werden de stadsdelen opgeheven en werd het kantoor omgenoemd tot Stadsloket.
De brug had tijdens de oplevering nog een enigszins bruine kleur, anno 2019 lijkt het hout onbewerkt. De welvende overspanning bestaat uit gelamineerd hout met daarover houten planken met een antisliplaag. De bovenlaag van de leuningen bestaat eveneens uit lagen hout. De leuningen zelf bestaan uit houten roosters met daarbinnen diagonale balken. De brug kent een betonnen paalfundering; aan de zijde van de Linnaeuskade wordt de brug extra ondersteund door een stalen brugpijler. Ten oosten van brug 2359 ligt de voet- en fietsbrug Evert van der Wallbrug.

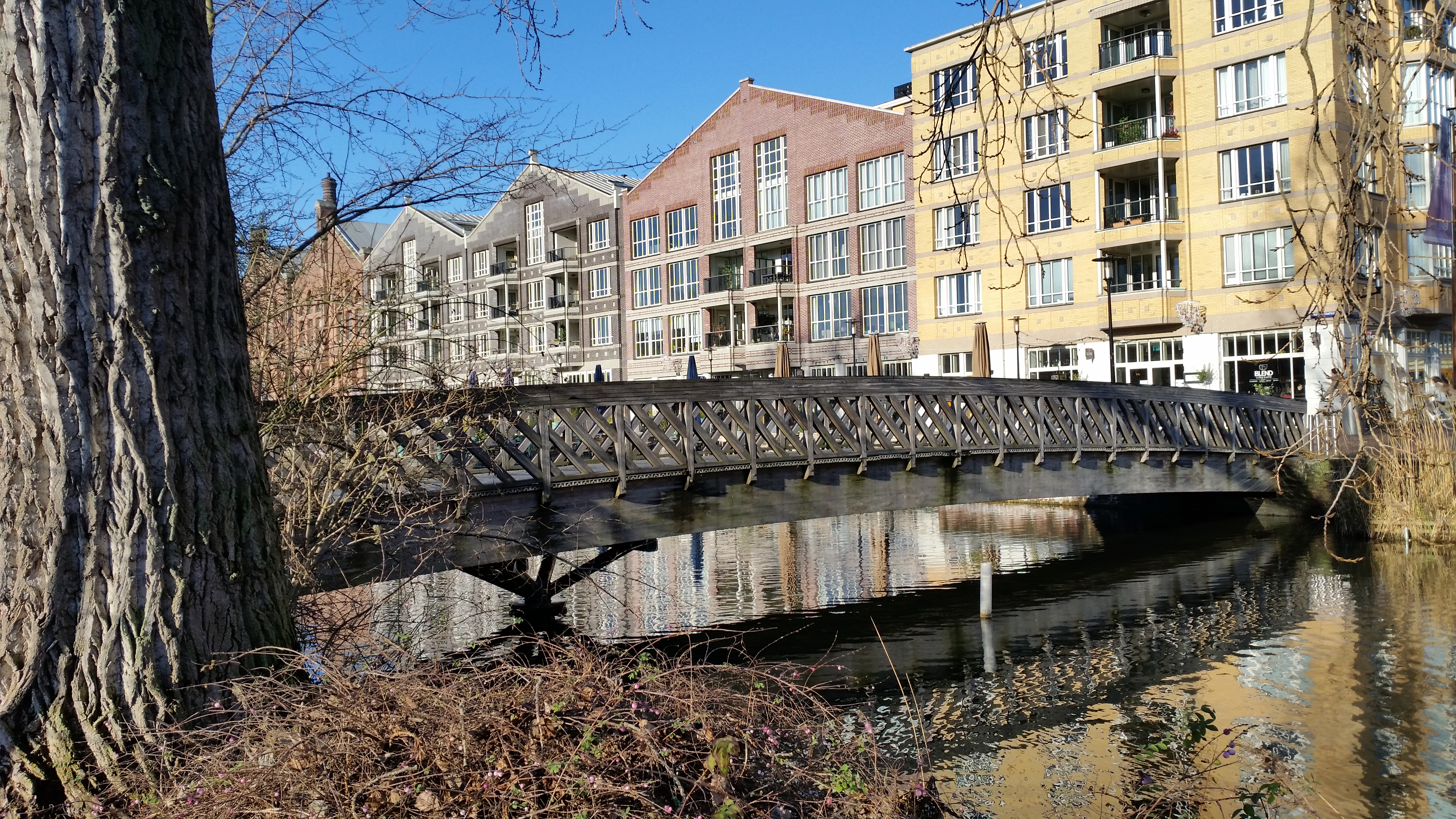
Zijaanzicht (februari 2019)